# Los Colonos
Los Colonos är en ort i Mexiko.   Den ligger i kommunen Tapalpa och delstaten Jalisco, i den centrala delen av landet, 500 km väster om huvudstaden Mexico City. Los Colonos ligger 2 059 meter över havet och antalet invånare är 516.
Terrängen runt Los Colonos är huvudsakligen kuperad, men västerut är den bergig. Runt Los Colonos är det ganska glesbefolkat, med 28 invånare per kvadratkilometer. Närmaste större samhälle är Sayula, 19,3 km öster om Los Colonos. I omgivningarna runt Los Colonos växer huvudsakligen savannskog.